# متلازمة مرف
متلازمة مرف (بالإنجليزية: MERRF -Syndrom)‏ وهو اختصار لـ (myoclonic epilepsy with ragged red fiber) الذي يعني الصرع الرمعي العضلي مع الألياف الحمراء المتجعدة هو مرض ينتمي إلى مجموعة الاعتلالات العضلية المتربطة بالميتوكندريا.
من أعراض المتلازمة التشنج العضلي الرمعي ونوبات الصرع والترنح المرتبط بالمخيخ، ويمكن مشاهدة تغييرات مجهرية مرئية في العضلات تدعى بالألياف الحمراء المتجعدة.
السبب في نشوء المتلازمة هو طفرة وراثية من ناحية الأم في الموقع 8344 (الطفرة الأكثر شيوعاً بمعدل 80 % من الحالات) من الشفرة الوراثية للميتوكوندريا (بيت الطاقة).
الطفرة النقطة A 8344 G تمنع التعرف الصحيح للكود والكود المضاد اللازم للتعديل اللاحق للحمض الريبي النووي النقال لحمض الليزين (tRNA-Lys) عند قاعدة ووبل U34، الذي بدوره يؤثر على الأرجح على إنتاج البروتينات الميتوكوندرية، اللازمة لعمليات الفسفرة التأكسدي.
العلاج يكون فقط لأعراض المرض باستخدام الأدوية المضادة للصرع ومرخيات العضلات. حيث أن الشفاء النهائي من المرض غير ممكن إلى حد اللحظة.

## معلومات عن المرض
المتلازمة من المتلازمات النادرة جدا وترميزها حسب المراجعة العاشرة للتصنيف الدولي للأمراض هو (G71.3) يتم وراثة المرض عن طريق المتقدرات الذي يعني أنه ينتقل من الأم إلى أبنائها، وهو من أمراض المتقدرات المقترنة باعتلال دماغي وفي الحبل الشوكي (encephalomyelopathy) ويمتاز بنوبات دماغية. حيث يصيب المرض في أوروبا ما معدله تسعة أشخاص من كل مليون فرد، ولكن المرض تزداد نسبته في أمريكا تقريبا.

## المظاهر السريرية والأعراض[2]
في المعتاد تظهر الأعراض في سن المراهقة أو في بداية مرحلة الشباب على شكل صرع رمعي عضلي، ومن الأعراض المحتملة كذلك:
- ثقل في السمع حسي عصبي
- اضمحلال العصب البصري
- قلة نمو
- اعتلال الأعصاب الطرفية
- في بعض الحالات النادرة تم ملاحظة: تضخم دهني، واعتلال عضلي قلبي، اختلال لون الشبكية وشلل العين[3]، أو علامات المسلك الحركي الهرمي.

المرض يمر على مراحل حيث أن حالات الصرع تسوء ويليها ظهور بعض الأعراض مثل انعدام التوازن، وضعف السمع وضعف في العضلات وكذلك الخرف.
الأعراض السريرية تختلف من مريض إلى آخر سواء داخل العائلة الواحدة أو من عائلة إلى أخرى.

## التشخيص

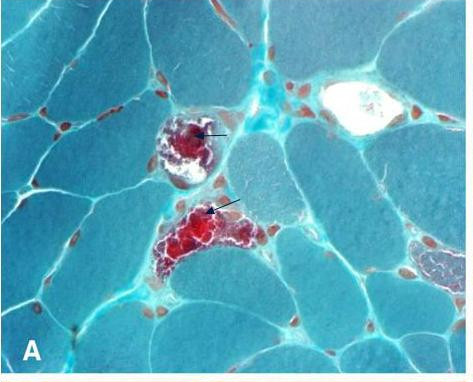
صورة هيستولوجية مجهرية تظهر العديد من الألياف الحمراء المجعدة تلوين غوموري ثلاثي الألوان

### المعمل[4]
في اختبار المعمل تظهر غالبا نسبة مرتفعة من منسوب اللكتات في فحص الدم الذي تزداد نسبته في حالة الإجهاد (اختبار الإجهاد).

### الكشافة[2]
جهاز الرنين المغناطيسي (MRT) يظهر في الدماغ ضمور في القشرة الدماغية وترسبات كلكية في العقد القاعدية، وحثل المادة البيضاء

### خزعة عضلية[4]
في الخزعة العضلية وتحت المجهر يظهر ما يسمى بالالياف الحمراء المجعدة، يتم استخدام الملون غوموري ثلاثي الألوان.

### الفحص الجيني
يتم باستخدام الفحص الجيني الجزيئي، باستخدام طريقة تفاعل البوليميراز المتسلسل والفصل الكهربائي الهلامي للموقع الجيني المصاب في الخلايا الدموية البيضاء.